# Sancus (bướm nhảy)
Sancus là một chi bướm ngày thuộc họ Bướm nâu.